# Atelman-Fourcade-Tapia

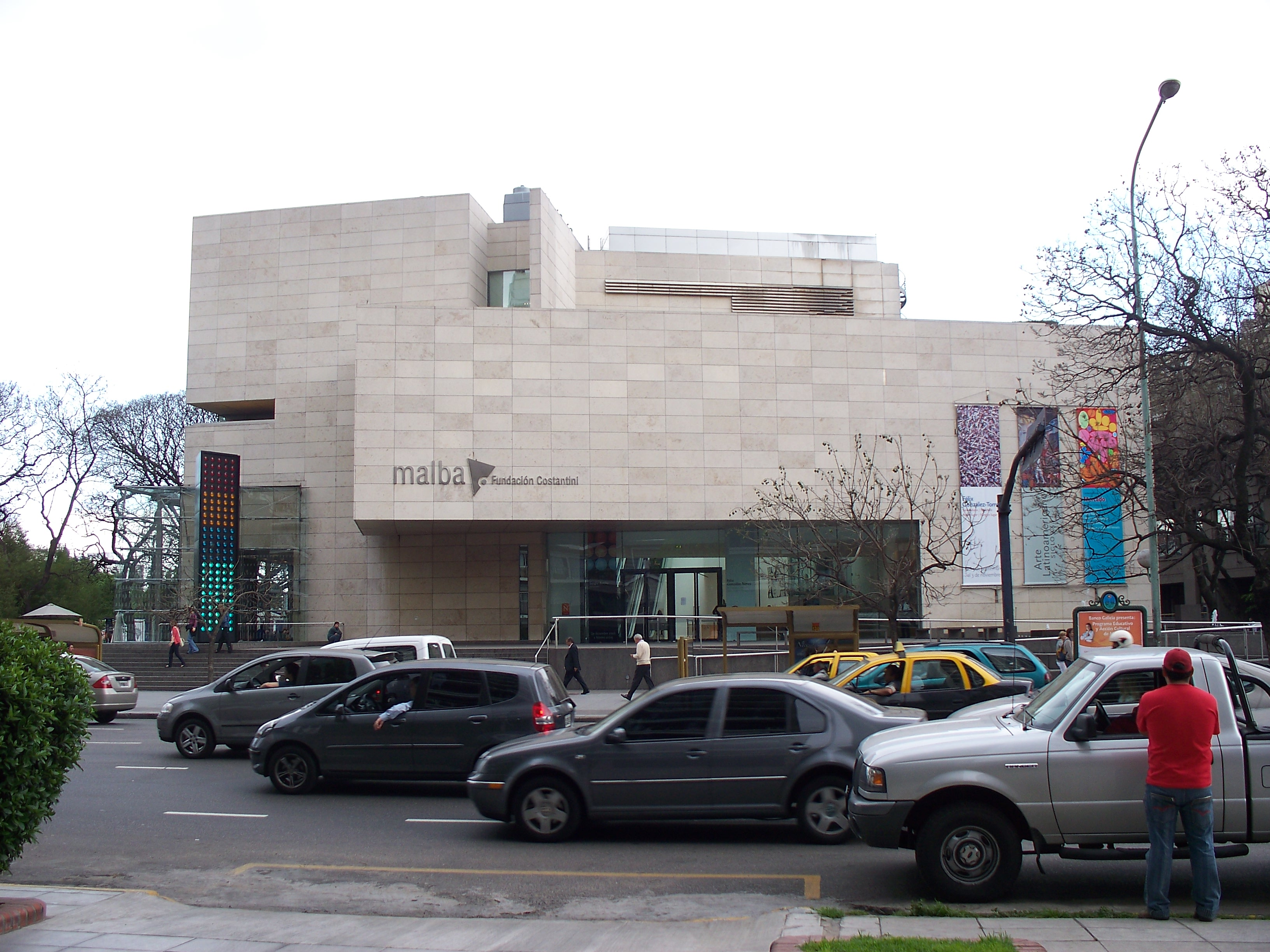
MALBA, AFT Arquitectos, 1997-2001

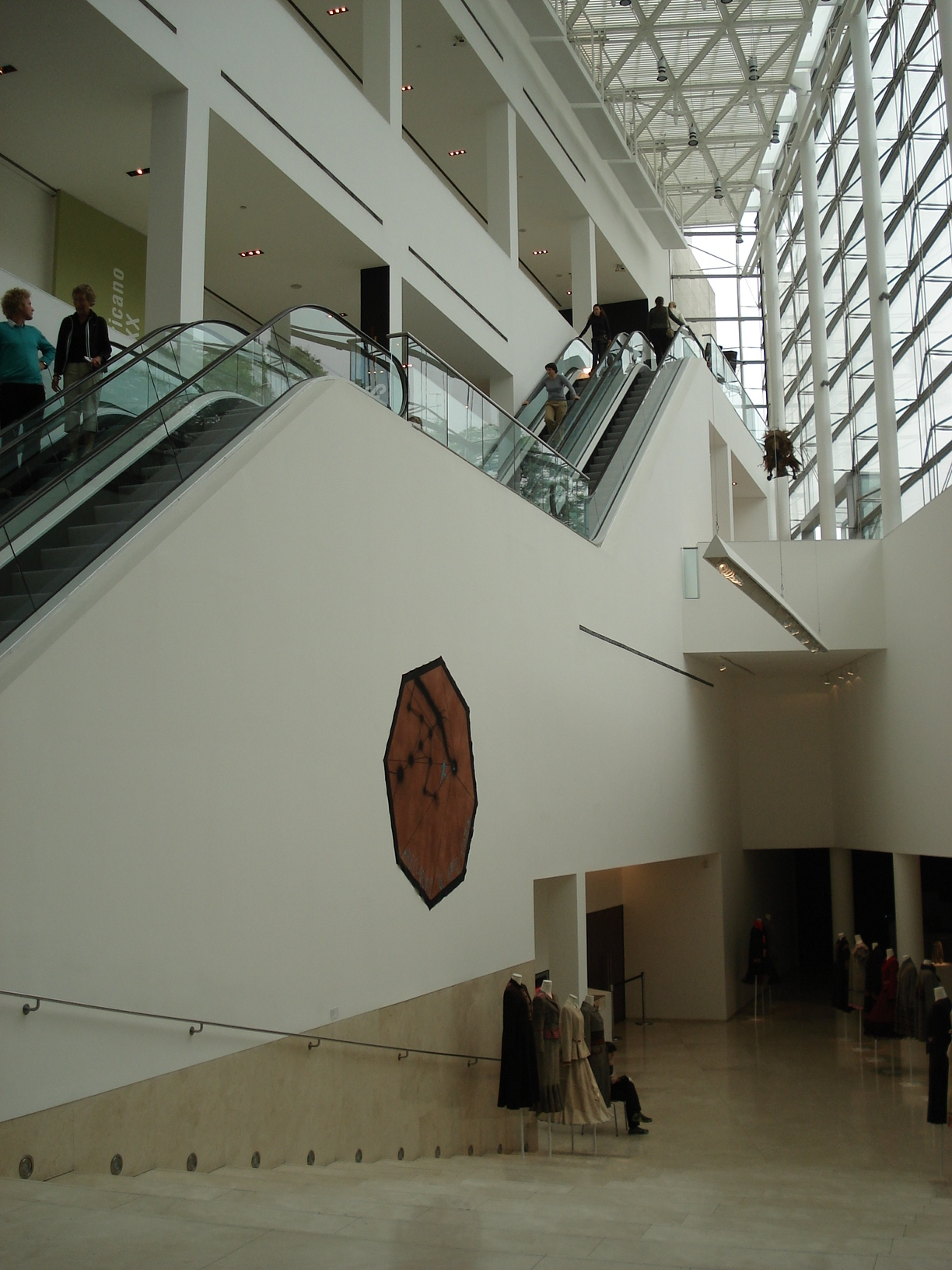
Escalera principal del MALBA.

Atelman-Fourcade-Tapia (o AFT Arquitectos) es un estudio argentino de arquitectura, radicado en la provincia de Córdoba.
Fue fundado en 1996 por los socios Gastón Atelman, Martín Fourcade y Alfredo Tapia. En 1997, el estudio saltó a la fama al ganar el Concurso Internacional para el diseño de la Colección Eduardo Costantini, luego llamada Museo de Arte Latinoamericano de Buenos Aires (MALBA), que tuvo lugar en el marco de la VII Bienal de Arquitectura de Buenos Aires y que fue supervisado por la UIA (Unión Internacional de Arquitectos).
En 2002 desarrollaron para Costantini la Torre Grand Bourg, un edificio de departamentos de alta categoría en el extremo opuesto del diseño del MALBA, con una imitación del estilo francés que les valió muchas críticas. Ese año obtuvieron el diploma al mérito del Premio Konex por las obras realizadas en el Quinquenio 1997 - 2001. En 2006, diseñaron la Bodega Navarro Correas en Agrelo, Mendoza. En 2010, ganaron el concurso para la Biblioteca del Bicentenario en la ciudad de Rosario, un proyecto aún no construido. Ese mismo año, también tuvieron el primer premio en el concurso para la Manzana del Bicentenario en la ciudad de Córdoba. La obra no se realizó ya que tuvo observaciones de la Unesco, referidas a la proximidad de las torres propuestas con la Manzana Jesuítica, Patrimonio de la Humanidad.
Construyeron la Sede Central de Tarjeta Naranja en Córdoba con trece pisos y una distintiva fachada con doble piel de color naranja. Diseñada a principios de 2012, fue inaugurada en 2015. Simultáneamente, el estudio diseñó para el Banco Galicia un nuevo edificio en el barrio porteño de Chacarita, que comenzó a construirse en 2013 y cumplirá con normativas LEED.
La lista de trabajos incluye urbanizaciones, museos, centros culturales, edificios en altura, edificios gubernamentales, edificios industriales, arquitectura comercial, conjuntos de viviendas y residencias familiares. Además, diseño de interiores y de mobiliario a medida.